# Pelletsbrännare
Pelletsbrännare är en teknisk anordning som omvandlar energin vid förbränning av bränslepellets, i första hand från trä, till energi för att värma upp byggnader och/eller tappvarmvatten. Många pelletbrännare kan monteras på befintliga pannor avsedda för olja och/eller ved och där till exempel ersätta en oljebrännare.

Brännaren består av en transportskruv för pelletarna, ett förbränningsrum, en fläkt för lufttillförsel, en antändningsanordning (till exempel en elektrisk värmespiral) och reglerelektronik.
Tre huvudtyper av brännare kunna urskiljas. 
1.Övermatade (även kallade fallrörsbrännare). Det är den vanligaste typen. De monteras ofta i pannor som tidigare eldats med olja.
2. Brännare med horisontell matning via en horisontell fördelningsskruv. Exempel: PellEko brännaren.
3. Undermatade brännare. Exempelvis Ariterm Bequem, CTC Bio och EcoTec.
Horisontellt matade och undermatade brännare är i stort sett självrensade. Den pellets som matas in skjuter bort askan från pellets som redan brunnit färdigt.
Fallrörsbrännare behöver med jämna mellanrum tömmas på aska. Vissa fallrörsbrännare har därför kompletterats med automatisk uraskning. Uraskningen kan endera ske med en mekanisk skrapa eller med hjälp av en kort tryckluftsstöt.

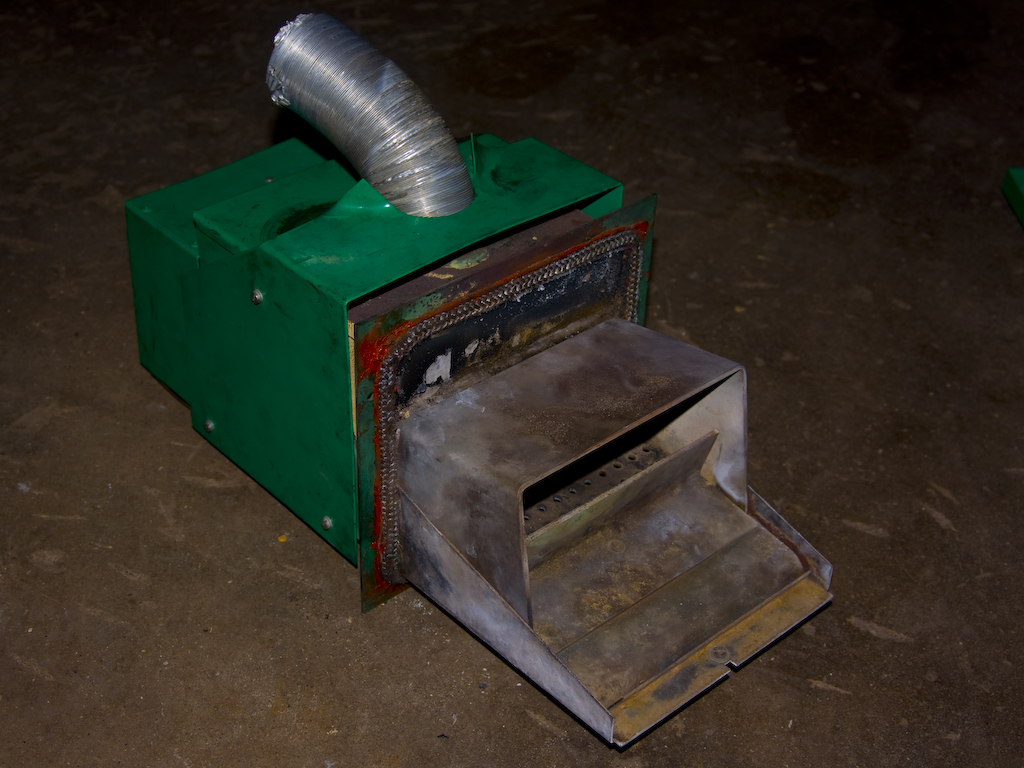
Fallrörsbrännare då den är ihopmonterad
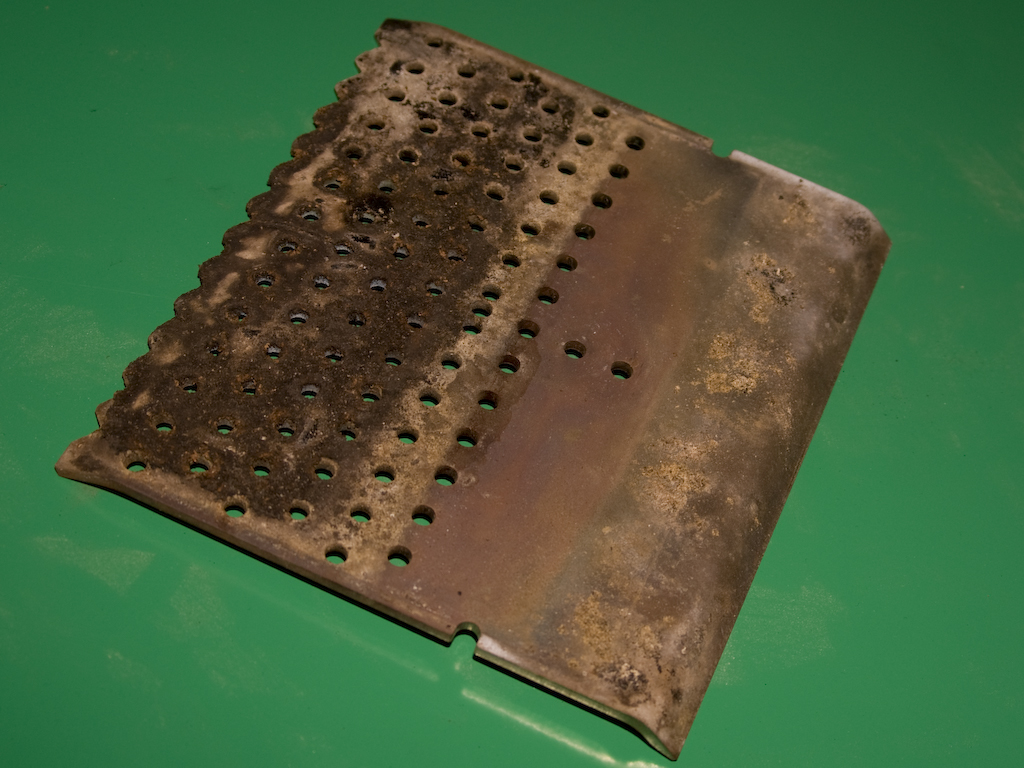
Ovanpå "Rostret" brinner pelletsen
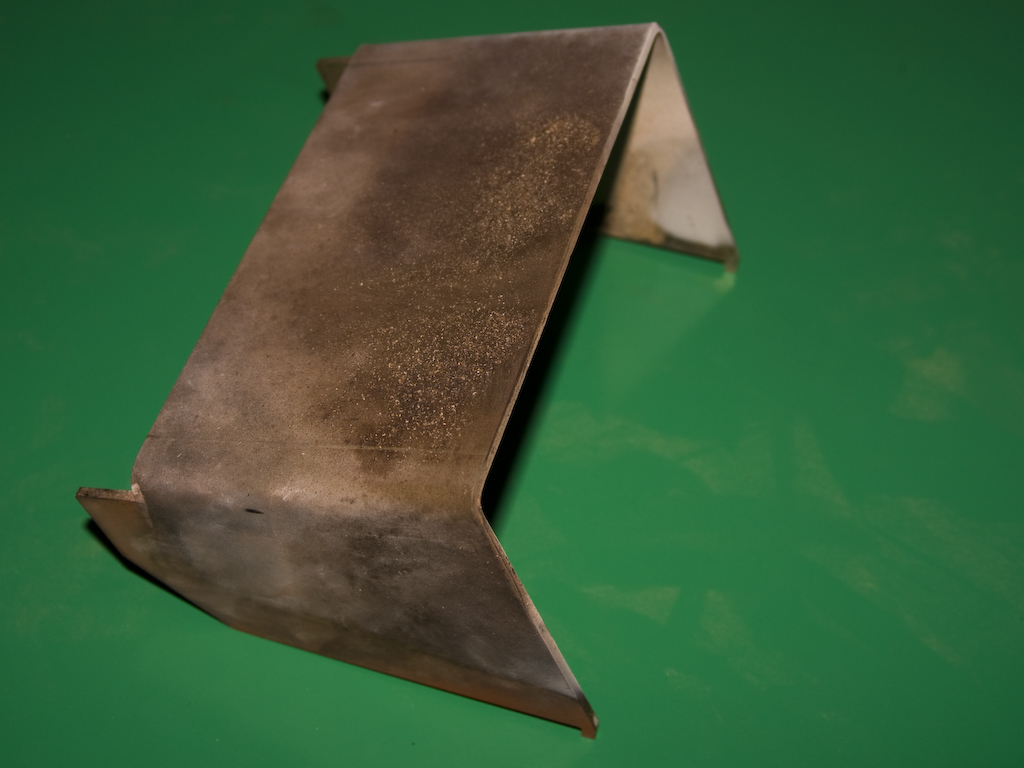
Lågriktaren styr flammorna
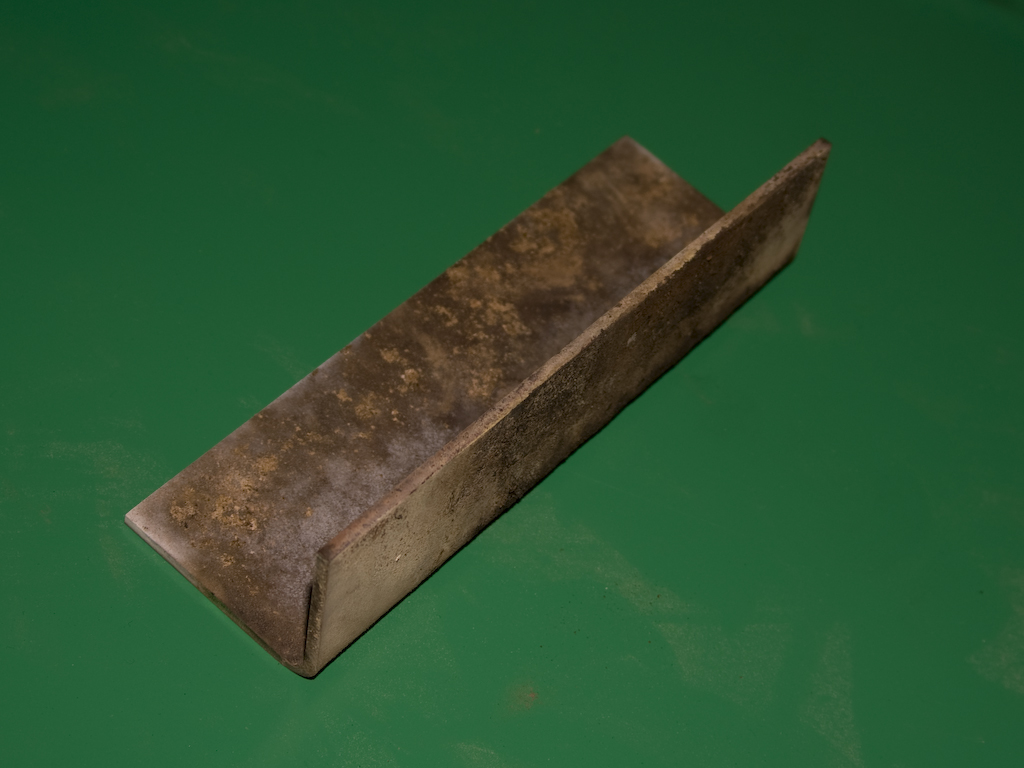
Bländaren stoppar pelletsen och riktar elden uppåt
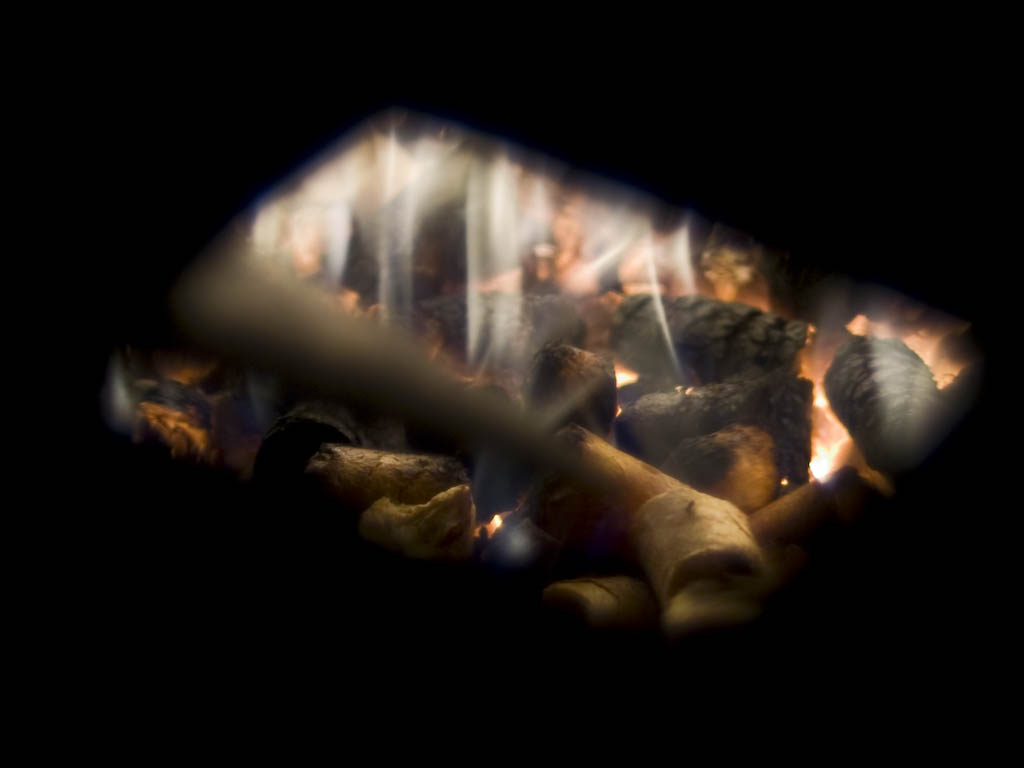
Från inspektionsluckan på en Pelletsbrännare
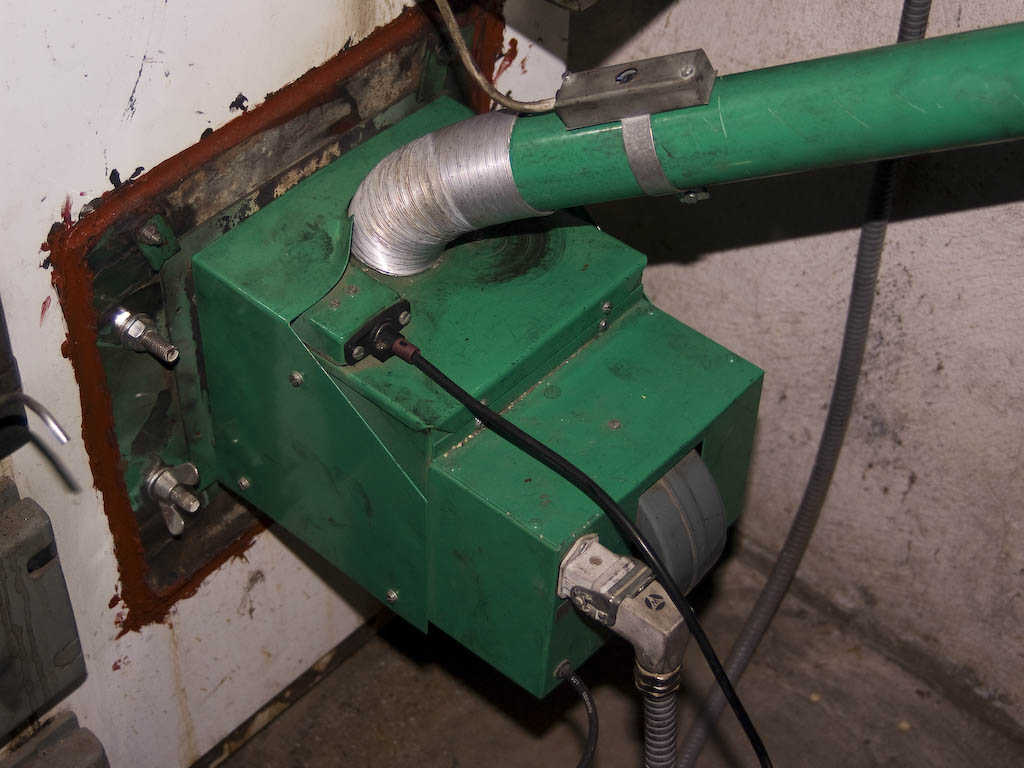
Brännaren då den sitter i pannan